# Polanica-Zdrój
Polanica-Zdrój est une ville de Pologne, située dans le sud-ouest du pays dans la voïvodie de Basse-Silésie.

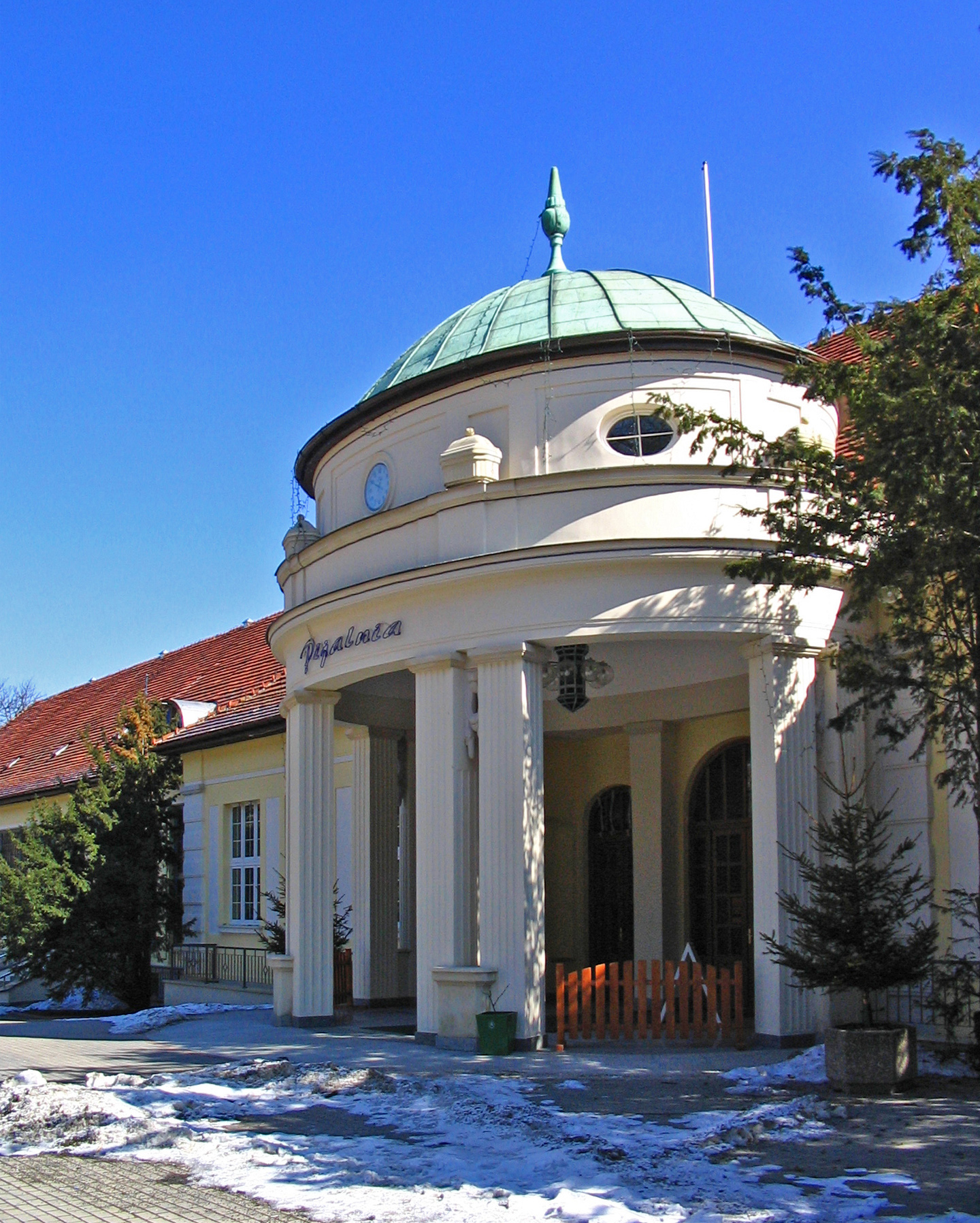
Sanatorium de Polanica Zdrój

## Tourisme
Un des chemins de randonnées à travers les Roches errantes part de Polanica-Zdrój.